# Klaus-Rainer Brintzinger
Klaus-Rainer Brintzinger (* 17. Januar 1961 in Esslingen am Neckar) ist ein deutscher Bibliothekar. Seit 2008 ist er Leitender Bibliotheksdirektor der Universitätsbibliothek der LMU München.

## Leben und Wirken
Klaus-Rainer Brintzinger studierte Volkswirtschaftslehre. Nach seiner Prüfung zum Diplom-Volkswirt 1988 promovierte er 1995 an der Universität Hohenheim. Ab 1989/1990 war er zunächst wissenschaftlicher Mitarbeiter an der Universität Freiburg/Br. bzw. Lehrbeauftragter an der Berufsakademie Lörrach. Als Bibliotheksreferendar an der Universitätsbibliothek Konstanz trat er 1992 in die Ausbildung für den höheren Bibliotheksdienst und legte die Fachprüfung hierfür 1994 an der Bibliotheksschule Frankfurt/M. ab. Von 1994 bis 2005 leitete er die Bibliothek des Juristischen Seminars (Fakultätsbibliothek) der Eberhard Karls Universität Tübingen. 2004 wurde er stellvertretender Direktor der Universitätsbibliothek Tübingen. Im Jahre 2008 übernahm er die Leitung der Universitätsbibliothek der LMU München.
Von 2011 bis 2015 war Brintzinger Vorsitzender des Vereins Deutscher Bibliothekare, in diesem Berufsverband ist er auch weiterhin an leitender Stelle tätig. Er steht weiterhin der Sektion 4 - Wissenschaftliche Universalbibliotheken des Deutschen Bibliotheksverbandes vor. In seinen Veröffentlichungen beschäftigt er sich neben bibliothekarischen Fachfragen vor allem mit der Geschichte des Faches Wirtschaftswissenschaft in der Zeit von 1918 bis 1945 an südwestdeutschen Universitäten.

## Veröffentlichungen
- Die Nationalökonomie an den Universitäten Freiburg, Heidelberg und Tübingen 1918–1945. Eine institutionenhistorische, vergleichende Studie der wirtschaftswissenschaftlichen Fakultäten und Abteilungen südwestdeutscher Universitäten (= Hohenheimer volkswirtschaftliche Schriften, Bd. 21). Lang, Frankfurt/M. 1996, ISBN 3-631-49965-5 (Dissertation Universität Hohenheim).
- Berufspraxis vor und nach 1933 an den Universitäten Freiburg, Heidelberg und Tübingen. In: Harald Hagemann (Hrsg.): Zur deutschsprachigen wirtschaftswissenschaftlichen Emigration nach 1933. Metropolis-Verlag, Marburg 1997, S. 503–533, ISBN 3-926570-56-3.
- Die nationalsozialistische Gleichschaltung des InSoSta und die Staats- und Wirtschaftswissenschaftliche Fakultät 1934–1945. In: Reinhard Blomert u. a. (Hrsg.): Heidelberger Sozial- und Staatswissenschaften. Das Institut für Sozial- und Staatswissenschaften zwischen 1918 und 1958. Metropolis-Verlag, Marburg 1997, S. 55–82, ISBN 3-89518-098-X.
- Bilanzierung und Bewertung von Buchbeständen. In: Bibliotheksdienst, Bd. 35 (2001), S. 1320–1326.
- Integrierter Geschäftsgang in einer dezentralen Bibliothek der Universität Tübingen. In: Bibliotheksdienst, Bd. 37 (2003), S. 1045–1054.
- Von „auchtochthonen Botschaften“ zur Freiburger Schule. Der Paradigmenwechsel in der Freiburger Nationalökonomie als Voraussetzung für Widerstand. In: Nils Goldschmidt (Hrsg.): Wirtschaft, Politik und Freiheit. Freiburger Wirtschaftswissenschaftler und der Widerstand (= Untersuchungen zur Ordnungstheorie und Ordnungspolitik, Bd. 48). Mohr Siebeck, Tübingen 2005, S. 123–145, ISBN 3-16-148520-3.
- Die Wirtschaftswissenschaftliche Abteilung im Nationalsozialismus. In: Urban Wiesing (Hrsg.): Die Universität Tübingen im Nationalsozialismus (= Contubernium, Bd. 73). Steiner, Stuttgart 2010, S. 199–237, ISBN 978-3-515-09706-2.
- Piraterie oder Allmende der Wissenschaften? Zum Streit um Open Access und der Rolle von Wissenschaft, Bibliotheken und Markt bei der Verbreitung von Forschungsergebnissen. In: Leviathan, Bd. 38 (2010), S. 331–346.
- Wissenschaft, Berufsbild und Fachreferat. Das Ende einer jahrzehntelangen Debatte. In: Irmgard Siebert (Hrsg.): Bibliothekare zwischen Verwaltung und Wissenschaft. 200 Jahre Berufsbilddebatte (= Zeitschrift für Bibliothekswesen und Bibliographie, Sonderbände, Bd. 111). Klostermann, Frankfurt/M. 2014, S. 237–259, ISBN 3-465-04208-5.
- Bau ermöglicht Entwicklung. In: Irmgard Siebert (Hrsg.): Vom Sinn der Bibliotheken. Festschrift für Hans-Georg Nolte-Fischer. Harrassowitz, Wiesbaden 2017, S. 75–88, ISBN 3-447-10886-X.
- Die Fachbibliothek Philologicum der Universitätsbibliothek der LMU München. Ein Neubau in einem historischen Gebäude. In: ABI-Technik, Bd. 40 (2020), S. 229–245.
- Fachbibliotheken der Universitätsbibliothek der LMU München. Aus Bücherspeichern werden Lernorte. In: Stephan Holländer u. a. (Hrsg.): Hochschulbibliotheken auf dem Weg zu Lernzentren. b.i.t.verlag gmbh, Wiesbaden 2021, S. 205–218, ISBN 978-3-9821824-3-8.